# Middle Stone Age
Middle Stone Age (kurz: MSA; dt.: Mittlere Steinzeit) ist die auch im Deutschen verwendete englische Bezeichnung für den Zeitraum der afrikanischen Vorgeschichte zwischen Early Stone Age und Later Stone Age. Der Zeitabschnitt entspricht in etwa dem europäischen Mittelpaläolithikum und nicht der nur im nordalpinen Europa so bezeichneten viel jüngeren Mittelsteinzeit.

## Definition und zeitliche Abgrenzung
Die Dreigliederung der afrikanischen Steinzeit wurde zuerst im Jahre 1929 von A. J. H. Goodwin und C. van Riet Löwe formuliert, im engeren Sinne für Südafrika. Später wurde der Terminus auf Ostafrika ausgeweitet und ist inzwischen für weite Teile Afrikas geläufig. Gegenüber dem Early Stone Age fehlen die dafür typischen Faustkeile. Mikrolithische Werkzeugformen, die das Later Stone Age prägen, sind hingegen (außer in den Pinnacle-Point-Höhlen 5 und 6) noch nicht vorhanden. Als kennzeichnendes technologisches Merkmal stellen die Autoren die Facettierung der Schlagflächenreste und die Herstellung spitzenförmiger Abschläge heraus. Leitformen des Middle Stone Age sind modifizierte Spitzen. Die Abfolge Glen Grey Industry, Pietersburg Variation, Still Bay Industry und Howieson’s Poort Variation sahen Goodwin und van Riet Löwe als Entwicklungsreihe an, die heute allerdings als überholt gilt.
Zum Beginn des Middle Stone Age gibt es unterschiedliche Definitionen: Bei der im modernen Verständnis vollzogenen Abgrenzung über den Beginn der Levalloistechnik beginnt es vor ca. 300.000 Jahren, im traditionellen Sinne mit dem Jungpleistozän vor 130.000 Jahren. Der Übergang von den Acheuléen-Industrien des Early Stone Age zum Middle Stone Age wird besonders im Mittleren-Awash-Becken (Middle Awash) in Äthiopien und in der Olorgesailie-Formation in Kenia archäologisch fassbar. Das Middle Stone Age endete vor etwa 50.000 Jahren mit dem Übergang zu mikrolithischen Klingen-Industrien des Later Stone Age. In einigen Gebieten dauerte es bis vor 11.000 Jahren an, worin eine bemerkenswerte Ungleichzeitigkeit dieses kulturellen Übergangs auf dem afrikanischen Kontinent zum Ausdruck kommt.

## Regionale Industrien
Heute sind verschiedene regionale Industrien des Middle Stone Age in Afrika bekannt:
Das Atérien in Marokko und Algerien, im Gebiet des Atlasgebirges und der nördlichen Sahara, ist geprägt durch bifaziell retuschierte Spitzen, die zum Teil gestielt sind. Diese Industrie wird mit dem anatomisch modernen Menschen assoziiert.
Andere regionale Ausprägungen sind die Lupemban-Industrie (Zaire), die Bambata-Industrie (Simbabwe) sowie die Pietersburg-Industrie und Howieson’s Poort Industrie (Südafrika).
Die späte Industrie von Howieson’s Poort enthält bereits rückengestumpfte Klingen und weist daher Parallelen zu den frühesten jungpaläolithischen Industrien der Levante auf, wie dem dortigen Prä-Aurignacien und Amudien.

## Fundstellen
- Aduma (Äthiopien)
- Apollo-11-Höhle (Namibia)
- Blombos-Höhle (Südafrika)
- De Kelders
- Howieson’s Poort Shelter (Südafrika)
- Klasies-River-Höhlen (Südafrika)
- Omo-Kibish (Äthiopien)
- Panga ya Saidi (Kenia)
- Pinnacle-Point-Höhlen 5 und 6, (Südafrika)
- Rose Cottage Cave (Südafrika)
- Sibudu-Höhle (Südafrika)